# Acomys wilsoni
Acomys wilsoni är en däggdjursart som beskrevs av Thomas 1892. Acomys wilsoni ingår i släktet taggmöss och familjen råttdjur. IUCN kategoriserar arten globalt som livskraftig. Inga underarter finns listade.
Vuxna exemplar är 8,9 till 11,4 cm långa (huvud och bål), har en 6,5 till 10,0 cm lång svans och väger 22 till 47 g. Bakfötterna är 1,4 till 1,6 cm långa och öronen är 1,4 till 1,6 cm stora. Den taggiga pälsen på ovansidan har en rödbrun till orangebrun färg med inslag av svart på huvudets topp och mellan axlarna. Undersidan är täckt av vit päls. Typiskt är små och breda bakfötter samt en smal svans.
Denna taggmus förekommer i östra Afrika från centrala Sydsudan över södra Etiopien till centrala Somalia och söderut till centrala Tanzania. I bergstrakter når arten 1000 meter över havet. Arten vistas i klippiga områden, ofta nära ansamlingar av växter från bajonettliljesläktet (Sansevieria). Acomys wilsoni är en av de minsta taggmöss och äter främst insekter.
Födan kompletteras med frön, blad och örtstjälkar. Under regntiden äter arten mer växtdelar. Individerna är nattaktiva med bra förmåga att klättra på klippor och i träd. Honor kan fortplanta sig under alla årstider. De har allmänt 7 till 9 kullar per år och efter 4 till 6 veckor dräktighets föds vanligen två ungar per kull. Ibland föds upp till 4 ungar per tillfälle. Vid födelsen väger ungarna 3 till 4 g och de är hjälplösa. Exemplar i fångenskap var inte aggressiva mot varandra.